# 福泉信用組合
福泉信用組合（ふくせんしんようくみあい）は、福井県福井市に本店を置く信用組合である。
1928年5月設立。福井県職員とその退職者及び県の関係機関などを対象とした、職域の信用組合である。